# Pikeville (Kentucky)
Pikeville é uma cidade localizada no estado americano de Kentucky, no Condado de Pike.

## Demografia
Segundo o censo americano de 2000, a sua população era de 6295 habitantes.
Em 2006, foi estimada uma população de 6343, um aumento de 48 (0.8%).

## Geografia
De acordo com o United States Census Bureau tem uma área de
40,0 km², dos quais 40,0 km² cobertos por terra e 0,0 km² cobertos por água. Pikeville localiza-se a aproximadamente 230 m acima do nível do mar.

## Localidades na vizinhança
O diagrama seguinte representa as localidades num raio de 24 km ao redor de Pikeville.